# Luokta-Mávas sameby

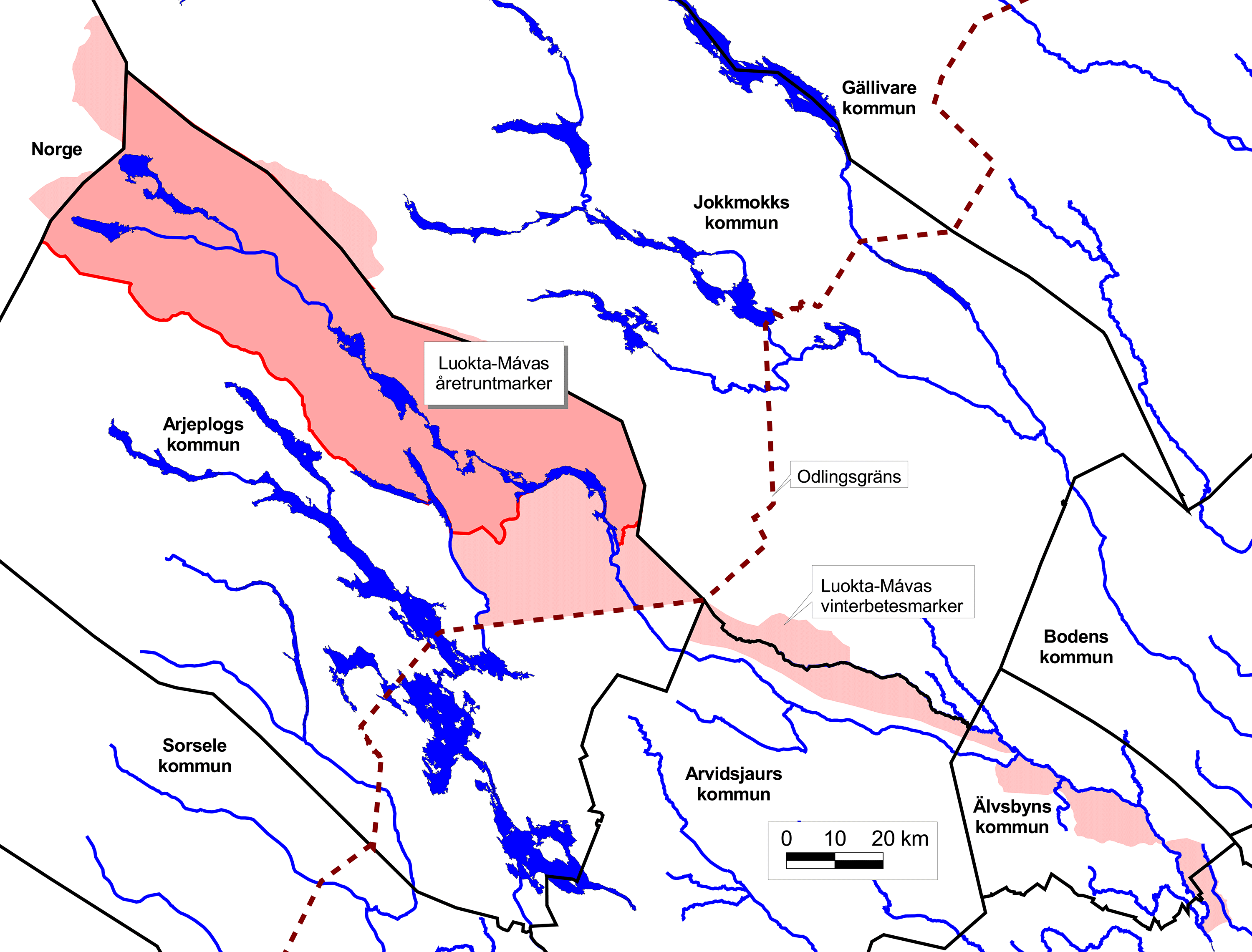
Luokta-Mávas byområde. Utanför åretruntmarkerna får renskötsel endast bedrivas 1 oktober–30 april.

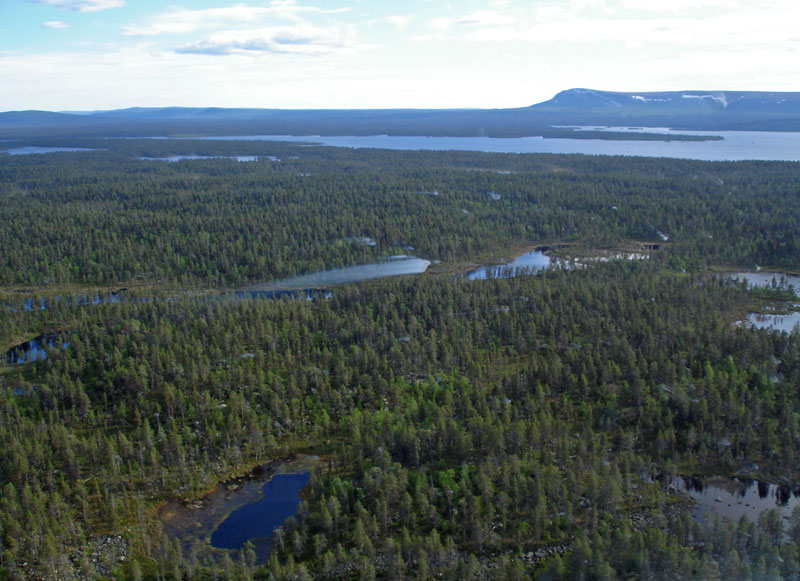
Piteälven med den stora sjön Tjeggelvas ligger centralt inom Luokta-Mávas åretruntmarker.

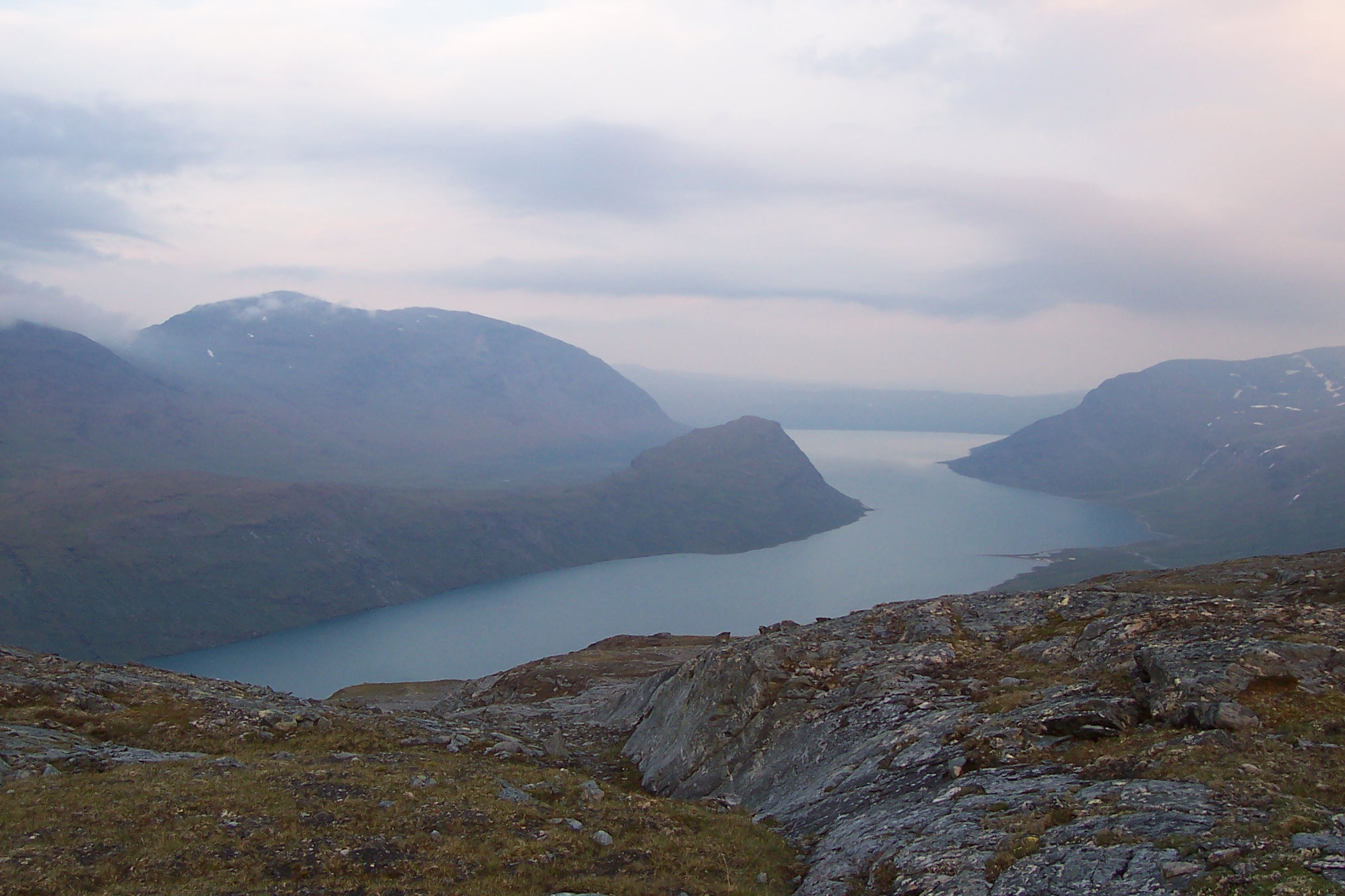
Ikkesjávrre ligger inom Luokta-Mávas sommarbetesland.

Luokta-Mávas sameby är en fjällsameby i Arjeplogs kommun i Norrbottens län. Den bildades 1927 som Luokta-Mávas lappby genom sammanslagning av byarna Luokta och Mavasvuoma (även kallad Norrvästerbyn). År 1971 ändrades namnet till Luokta-Mávas sameby.

## Byområde
Samebyns åretruntmarker ligger i den nordligaste delen av Arjeplogs kommun, med en liten del i Norge, och omfattar 6 318 km2. Vinterbetesmarkerna finns i Jokkmokks, Arvidsjaurs, Älvsbyns och Piteå kommuner.

## Näringsutövning
Inom samebyn finns 30 renskötselföretag. Tillsammans får de ha högst 10 000 djur i vinterhjorden. Samebyns ordförande är Lars Miguel Utsi.

## Historia

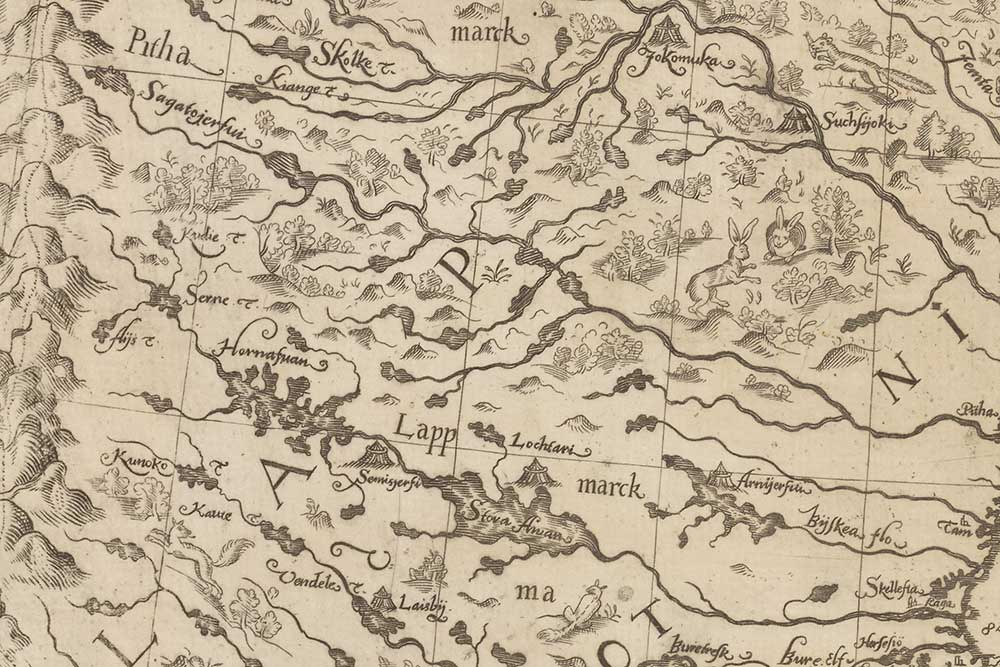
Namnet Lochtari på Anders Bures karta från 1611 avser Luoktabyn, den östra delen av Luokta-Mávas.

Luokta-Mávas sameby, då lappby, bildades 1927 genom sammanslagning av den östligare byn Luokta och den västligare byn Mavasvuoma (även kallad Norrvästerbyn). Dessa byar hade i sin tur tillkommit genom beslut 1887 som en följd av 1886 års renbeteslag.
Den östra delen av Luokta-Mávas, Luoktabyn, är känd sedan mitten av 1500-talet under bland andra namnen Lochtes och Lochteå. År 1591 bestod Luoktabyn av 26 skattebetalare varav sex erlade skatt till både Sverige och Norge, de övriga bara till Sverige. Av handlingar från samma tid framgår att de som skattade till Norge var fjällsamer, vilket borde innebära att de övriga var skogssamer. År 1595 hade Luoktabyn 21 skattebetalare som förfogade över följande fiskesjöar: Wasiors träsk, Labiåur träsk (Lábbás), Matiar träsk (Máttávrre), Porkiors träsk (Bårgåjávrre), Stonn träsk, Aber träsk (Ábrávrre), Kippes träsk, Armtresk, Store Afwe träsk (Storavan), Kerkeiaur (Gárggure), Pathriaur, Eckell träsk (Ieggelatj), Arieplog träsk, Kramnaiaur, Skarpe-Jaur (Skierfájávrre), Leha Jaur, Kedia Jaur, Volwi Jaur (Vuolvojávrre), Wåssa Jaur (Vuossejávrre) och Rappen Jaur (Rahppen). På Anders Bures karta över Nordkalotten från 1611 är byn utmärkt med en tältsymbol vid sjön Storavan och namnet Lochtari. I 1695 års jordebok upptas Luoktabyn som en av sex lappbyar i Pite lappmark med lappskattelanden Mattjaur, Soddjaur, Mankiejaur, Ekilikiejaur, Rissowarj, Rappinjaur, Saddejaur, Kamksiajaur, Kiebnalocht, Risawarj och Loppajaur.
Den västra delen av Luokta-Mávas, Mávas eller Norrvästerbyn, omnämns inte i de äldsta handlingarna. År 1636, i samband med anläggandet av Nasafjälls silververk, förekommer en uppdelning mellan de samer som bor på västra sidan och på östra sidan om fjällryggen. I 1644 års mantalslängd bildar samerna på västra sidan en särskild by, Västerbyn, med 51 skattebetalare. År 1649 har denna by delats upp i Norrvästerbyn och Södervästerbyn. I 1695 års jordebok har bara en skattebetalare i Norrvästerbyn ett angivet skatteland, Södersaulo (Sávllo eller Solvågtinden i norska Saltdalen), medan de övriga 31 sägs sakna land och flytta omkring bland fjällen. Av domboksuppgifter framgår dock att även de flesta av Norrvästerbyns invånare hade särskilda land. 
I början av 1940-talet fanns i Luokta-Mávas 121 personer, varav 116 renskötande. De var då fördelade på tre sitor. Från norr till söder var det Luokta (13 familjer), Mavas (tre familjer) och Barturte (sex familjer). I Luoktasitan var alla utom två familjer nordsamer som kommit dit genom tvångsförflyttningen av Karesuandosamer på 1920- och 1930-talen. I Barturtesitan fanns tre nordsamiska familjer medan Mavassitan uteslutande bestod av familjer från trakten. Det totala renantalet var 7 474 fördelade på 119 renmärken. Luoktasitan hade sommarviste för renskötarna vid Varvvek norr om Bieskehávrre medan familjerna vistades längre österut, vid Áhkájávrre, Falehaure och Rissájávrre. Höstvisten för både renskötare och familjer fanns i Ligas och Gárdek i närheten av Áhkájávrre och vinterkvarter i Vitberget, Idafors och Övre Brännträsk nära Vidsel i Älvsbyns kommun, 27 mil från sommarlandet. Flyttning med klövjerajder förekom fortfarande inom Luoktasitan från Áhkájávrre och Falehaure till Varvvek. Mavassitan hade såväl sommarviste som höst- och vårviste i Mavas vid Mávasjávrre och vinterviste i Buoktjájávrre. Inom Mavassitan förekom inte längre klöverajder. Barturtesitan hade sommarviste för renskötarna i Ikkesvágge vid Ikkesjávrre och för familjerna i Bartávrluspe vid utloppet av Bartávrre samt i Allá söder om Bállekjávrre. Höst och vår tillbringade renskötarna i Bartávrluspe, Allá eller Gállomåsske vid Návlekjávrre. Vinterviste fanns i Tvärån och Tvärselet söder om Älvsbyn samt i Pålberget vid Vidsel, 28 mil från sommarlandet. Barturtesitan flyttade med klövjerajd från Allá och från Bartávrres västra ända till Ikkesjávrre.

## Kända personer från Luokta-Mávas sameby
- Israel Ruong härstammade från Barturtesitan.[6]

- Sofia Jannok